# ناندایوئه
ناندایوئه (به لاتین: Nandayue) یک شهرک در جمهوری خلق چین است که در شهر شینله واقع شده‌است.